# Стеван Никшић Лала
Стеван Никшић-Лала (1853 – јун 1938) био је српски професор ликовног образовања и цртања, карикатуриста, официр аустријске војске и сликар, представник арт нувооа.

## Биографија
Стеван Никшић-Лала је највећи део свог живота провео у Нишу, где је и створио највећи део свог опуса, а у који је пребегао из Аустрије Био је типичан представник Арт нувоа. Међу његовим композицијама доминирају оне историјског карактера. Био је једна од најистакнутијих личности ослобоћеног Ниша, поред Стевана Сремца. Заједно са Сремцем радио је у првој нишкој гимназији "Краљ Милан Први". Излагао је на изложби посвећеној 35-то годишњици ослобођења Ниша од Турака заједно са Ђорђем Крстићем, који је осликао иконостас нишке Саборне цркве. Осликао је насловну страну Фотографског архива који је излазио у Нишу пред избијање Првог светског рата. Радио је и у нишком позришту као врсни костимограф, а био је и један од оснивача првог нишког позоришта Синђелић. 

## Званични сликар прославе 1.600 година од доношења Миланског едикта
Стеван Никшић-Лала, у оновременом Нишу познат као Србин од Преко, остао је познат као боем, строг професор, смели карикатурсита, али најпознатији је као званични сликар прославе 1.600 година од доношења Миланског едикта одржаној у Нишу 1913. Његова слика Овим ћеш победити на којој је Константин Велики представљен као војсковођа на коњу, показујући ка крсту који му се указао на небу, била је симбол прославе, и као таква се нашла на разгледницама. Слика је представљала сећање на обележавање 1.600 година од доношења Миланског едикта све до 2013. године када је обележено 1.700 година од доношења Миланског едикта, а Никшићеву слику наследио "Царев едикт" сликара Илије Фонламова Францисковића, званична слика ове прославе.